# المغرب في الألعاب الأولمبية الصيفية 2016
سيشارك المغرب في الألعاب الأولمبية الصيفية 2016 التي ستقام في ريو دي جانيرو في البرازيل وذلك بين 5 و21 أغسطس 2016. وهذه هي المرة ال14 التي يشارك فيها هذا البلد في الألعاب الأولمبية الصيفية باستثناء نسخة عام 1980 بموسكو، ويدخل إلى الأولمبياد بوفد رياضي قوامه 51 رياضيا ورياضية في 13 لعبة.

## الميداليات
| الميدالية | الرياضي    | الرياضة  | التخصص               | التاريخ  |
| --------- | ---------- | -------- | -------------------- | -------- |
| برونزية   | محمد ربيعي | الملاكمة | وزن الويلتر (69 كلغ) | 15 أغسطس |

## الرياضات المشارك بها
- ألعاب القوى (13 مشارك)
- الملاكمة (8 مشاركين)
- سباق القوارب
  - المتعرج (مشارك واحد)
- ركوب الدراجات
  - سباق الدراجات على الطريق (3 مشاركين)
- الفروسية
  - قفز الحواجز (مشارك واحد)
- المبارزة (مشارك واحد)
- الغولف (مشارك واحد)
- الجودو (3 مشاركين)
- الرماية (مشارك واحد)
- السباحة (مشاركين)
- التايكوندو (3 مشاركين)
- رفع الاثقال (مشاركين)
- المصارعة
  - المصارعة الحرة (مشارك واحد)
  - المصارعة اليونانية الرومانية (مشاركين)

## السباحة
تلقى المغرب دعوة عامّة من طرف الاتحاد الدولي للسباحة بإرسال سباحَين (ذكر وأنثى) للمشاركة في الأولمبياد.
| اللاعب        | المنافسة                     | الدور التمهيدي | الدور التمهيدي | الدور نصف النهائي | الدور نصف النهائي | النهائي  | النهائي  |
| اللاعب        | المنافسة                     | التوقيت        | الرتبة         | التوقيت           | الرتبة            | التوقيت  | الرتبة   |
| ------------- | ---------------------------- | -------------- | -------------- | ----------------- | ----------------- | -------- | -------- |
| إدريس الحريشي | 100 متر سباحة على الظهر رجال | 58.01          | 36             | لم يتأهل          | لم يتأهل          | لم يتأهل | لم يتأهل |
| نورا مانا     | 50 متر سباحة حرة سيدات       | 28.20          | 59             | لم تتأهل          | لم تتأهل          | لم تتأهل | لم تتأهل |

## تايكوندو
| الرياضي     | المنافسة     | الدور 16                                  | الدور ربع النهائي                 | الدور نصف النهائي | مباراة المركز الثالث            | النهائي / مباراة الميدالية البرونزية | النهائي / مباراة الميدالية البرونزية |
| الرياضي     | المنافسة     | الخصم النتيجة                             | الخصم النتيجة                     | الخصم النتيجة     | الخصم النتيجة                   | الخصم النتيجة                        | الرتبة                               |
| ----------- | ------------ | ----------------------------------------- | --------------------------------- | ----------------- | ------------------------------- | ------------------------------------ | ------------------------------------ |
| عمر حجامي   | 58 كغ رجال   | عاشور زاده (إيران) · ربح 4–3              | شواي (الصين) · خسر 1–8            | لم يتأهل          | تورتوسا (إسبانيا) · خسر 1–4     | لم يتأهل                             | 7                                    |
| نعيمة بقال  | 57 كغ سيدات  | جونز (بريطانيا العظمى) · خسرت 4–12        | لم تتأهل                          | لم تتأهل          | أسماني (بلجيكا) · خسرت 0–12 PTG | لم تتأهل                             | 7                                    |
| وئام ديسلام | +67 كغ سيدات | رودريغيز (جمهورية الدومينيكان) · ربحت 5–1 | إسبينوزا (المكسيك) · خسرت 2–3 SUD | لم تتأهل          | ألورا (الفلبين) · ربحت 7–5      | والكدن (بريطانيا العظمى) · خسرت 1–7  | 5                                    |

## رفع الأثقال
| الرياضي      | المنافسة    | الخطف   | الخطف  | النتر   | النتر  | المجموع | الرتبة |
| الرياضي      | المنافسة    | النتيجة | الرتبة | النتيجة | الرتبة | المجموع | الرتبة |
| ------------ | ----------- | ------- | ------ | ------- | ------ | ------- | ------ |
| خالد العبيدي | 85 كغ رجال  | 120     | 22     | 165     | 20     | 285     | 20     |
| سميرة عواس   | 75 كغ سيدات | 75      | 14     | 97      | 14     | 172     | 14     |

## الرماية
تلقى المغرب دعوة من الاتحاد الدولي للرماية بإرسال محمد رماح للمشاركة